# Sint-Josephkerk (Hout-Blerick)

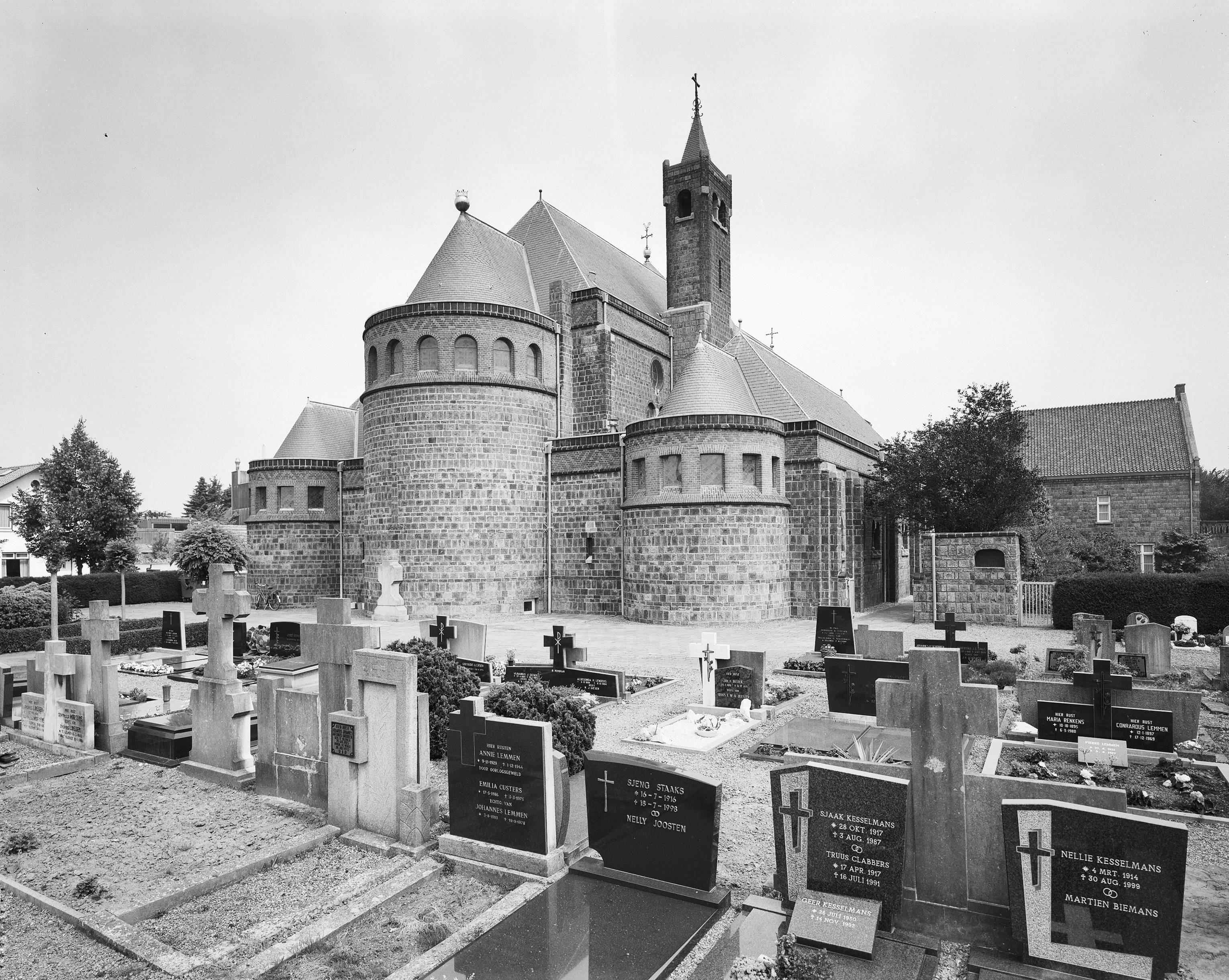
Sint-Josephkerk, achterzijde

De Sint-Josephkerk (ook: Sint-Jozefkerk) is de parochiekerk van Hout-Blerick, gelegen aan Kerkplein 1.

## Geschiedenis
In 1929 werd te Hout-Blerick een katholieke lagere school gesticht, Sint-Deodatus. Het schoolbestuur ijverde ook voor een eigen parochie. De bouw van de kerk, een ontwerp van A.J. Rats, begon in 1933 en in 1934 werd de kerk ingewijd. Er werd toen een rectoraat ingesteld. In 1938 werd de kerk verheven tot parochiekerk.
Op 20 november 1944 werd de kerk door de zich terugtrekkende bezetter opgeblazen. De kerk werd verwoest, en ook veel van de inventaris ging verloren. Men kerkte vervolgens in diverse noodkerken, doch herbouw van de kerk werd voorbereid. In 1952 werd begonnen met de bouw van de nieuwe kerk, welke groter zou worden dan de oorspronkelijke. Naast A.J. Rats werd ook Frans Stoks als architect aangetrokken. In 1953 werd de kerk ingewijd, maar de toren was nog niet voltooid.
Het betreft een kerk in eclectische stijl met vooral neoromaanse elementen. De kerk heeft een breed schip en zijbeuken aan de koorzijde. De apsis wordt afgesloten door een triomfboog. Ook de zijbeuken hebben apsiden.
Er zijn twee torens: een toren aan de voorzijde en een klein torentje meer naar achteren.